# Sílvia d'Aquitània
Sílvia d'Aquitània (c. 330 Elusa, Novempopulània, Gàl·lia Aquitània - c. 406 a Brescia, Itàlia) va ser una pelegrina i santa catòlica.
Era germana de Rufí, primer ministre de l'Imperi d'Orient en temps de Teodosi I el Gran i Arcadi.
En la Història Lausíaca de Pal·ladi de Galàcia s'assenyala que va viatjar en peregrinació a l'edat de 60 anys i s'enorgullia dels seus hàbits ascètics.
Fins a finals del segle xix es pensava que era l'autora d'un relat detallat de la seva peregrinació, però ara s'atribueix a una altra peregrina de l'època, Egeria. Dom Férotin a la Revue des questions historiques (Vol. LXXIV), recolzant-se sobretot en què és esmentada per un abat del Bierzo del segle vii posa punt final a aquesta qüestió, sent comunament acceptat entre els investigadors que Silvia no va ser una cronista i sí la hispana Etheria (o Egeria).